# تیمسار
| درجه‌های ارتش ایران | درجه‌های ارتش ایران | درجه‌های ارتش ایران |
| نیروها             | نیروها             | نیروها             |
| زمینی و هوایی      | دریایی             |                    |
| ------------------ | ------------------ | ------------------ |
| ارتشبد             | دریابد             |                    |
| سپهبد              | دریاسالار          |                    |
| سرلشکر             | دریابان            |                    |
| سرتیپ              | دریادار            |                    |
| سرتیپ دوم          | دریادار دوم        |                    |
| سرهنگ              | ناخدا یکم          |                    |
| سرهنگ دوم          | ناخدا دوم          |                    |
| سرگرد              | ناخدا سوم          |                    |
| سروان              | ناوسروان           |                    |
| ستوان ۳، ۲ و ۱     | ناوبان ۳، ۲ و ۱    |                    |
| استوار ۲ و ۱       | ناواستوار ۲ و ۱    | ناواستوار ۲ و ۱    |
| گروهبان ۳، ۲ و ۱   | مهناوی ۳، ۲ و ۱    | مهناوی ۳، ۲ و ۱    |
| سرجوخه             | سرناوی             | سرناوی             |
| سرباز ۲ و ۱        | ناوی ۲ و ۱         | ناوی ۲ و ۱         |
| سرباز              | ناوی               | ناوی               |

تیمسار خطابی احترام‌آمیز است که فرهنگستان ایران آن را به جای واژه‌های ژنرال، حضرت اجل ٬ والاحضرت و حضرت برگزید و به "گروه امرا" یعنی "درجات بالاتر از سرهنگی" گفته می‌شود.

## پیشینه
این واژه از چند سال پس از انقلاب با واژه‌های «امیر» و «سردار» جایگزین شده است. این خطاب در ارتش ایران برای امرای نیروهای سه‌گانهٔ ارتش به کار می‌رفت. واژهٔ «امیر» افزون بر کاربرد پیشینش (گروه نظامیانی که درجه‌هایشان بالاتر از سرهنگ یا ناخدا یکم بود) در سال ۱۳۷۸ به صورت واژهٔ خطاب جایگزین «تیمسار» شد.